# Montanari (cráter)

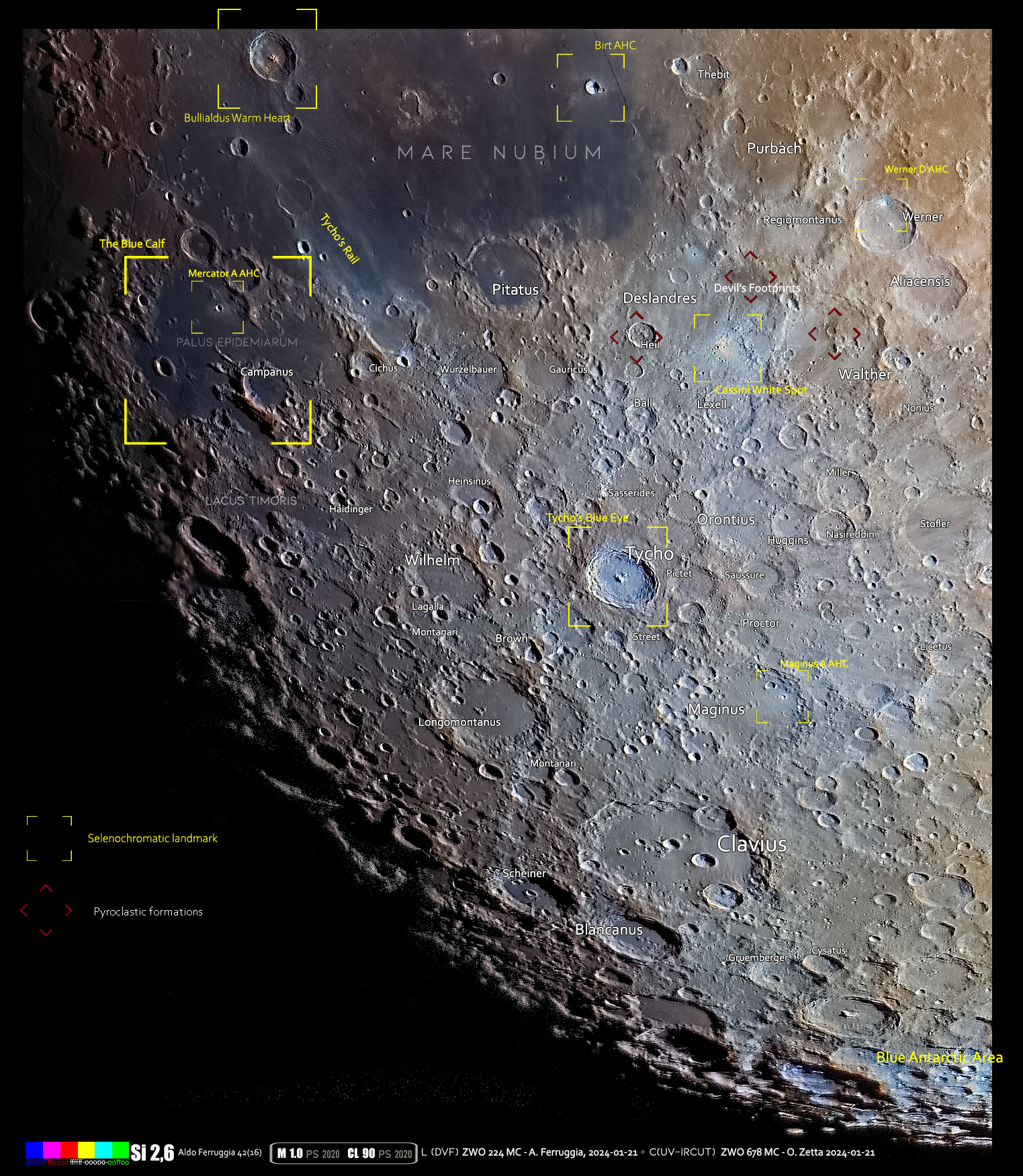
Área del cráter en formato selenocromático

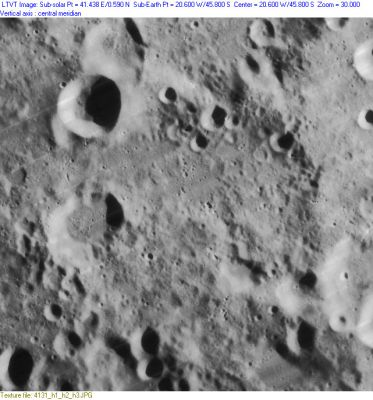
Otra imagen procedente de la misión Lunar Orbiter 4

Montanari es un cráter de impacto lunar. Se encuentra al oeste-suroeste del prominente cráter Tycho y de su sistema de marcas radiales, en el borde sur de la llanura amurallada del cráter Wilhelm. En el lado noroeste se halla el cráter Lagalla muy deteriorado, y justo al sur se encuentra la gran llanura amurallada de Longomontanus.
|  |

El brocal de Montanari ha sido tan profundamente erosionado por sucesivos impactos, que es poco más que una suave elevación irregular bordeando el suelo interior. Estos impactos han distorsionado la forma del cráter, y casi se han borrado por completo el sector meridional del borde. Materiales eyectados procedentes de Longomontanus se superponen a parte del suelo sur. El cráter satélite Montanari D atraviesa el borde en su lado occidental, y cubre parte del suelo interior. El sector norte de la planta es más regular, y carece de la abundancia de marcas que posee el lado sur.

## Cráteres satélite
Por convención estos elementos son identificados en los mapas lunares poniendo la letra en el lado del punto medio del cráter que está más cerca de Montanari.
|           | \| Montanari \| Coordenadas \| Diámetro \| \| --------- \| ------------------------------ \| -------- \| \| D \| 45°54′S 22°06′O / -45.9, -22.1 \| 24 km \| \| W \| 44°48′S 18°06′O / -44.8, -18.1 \| 7 km \| |          |
| Montanari | Coordenadas | Diámetro |
| D         | 45°54′S 22°06′O / -45.9, -22.1 | 24 km    |
| W         | 44°48′S 18°06′O / -44.8, -18.1 | 7 km     |